# Kato Callebaut
Kato Callebaut, afgekort tot artiestennaam Kato (Leuven, 26 augustus 1991) is een Belgische zangeres die bekendheid verwierf met haar deelname aan Idool 2011. Sinds 2018 vormt ze ook een muziekduo met Tom Dice bij The Starlings.

## Biografie
Callebaut speelt sinds haar zesde piano, eerst onder begeleiding van muziekscholen en leraars, later zocht ze haar eigen weg. In 2010 nam ze als Kate-O solo deel aan Humo's Rock Rally maar overleefde de preselectie voor publiek in de kwartfinale in Mechelen niet. Ze begeleidde zichzelf toen bij een nummer op piano en bij twee andere nummers op akoestische gitaar. Haar bekendheid dankt ze aan haar deelname aan Idool 2011. Zo sprong ze al meteen in de auditieronde in het oog met haar versie van Pack Up van Eliza Doolittle waarbij ze zichzelf begeleidde met de ukelele. Haar auditie werd door VTM ook gebruikt in de trailer van het nieuwe Idool-seizoen. Haar deelname aan Idool 2011 was succesvol en ze bleef in de wedstrijd tot de allerlaatste uitzending, de finale, waar ze eindigde op de tweede plaats.
Kato Callebaut woont in Leuven als jongste in een gezin met zeven kinderen. Tijdens Idool 2011 leerde ze medekandidaat Manuel Juan Palomo kennen, die haar vaste vriend werd. Het koppel ging uiteen in 2012. In 2018 werd Kato een koppel met Tom Dice, met wie ze in 2021 trouwde.

## Muzikale carrière
Ze had een platencontract bij Sony Music en bracht in juli 2011 haar tweede single The Joker uit. Het nummer behaalde moeiteloos de top 5 van de ultratop, werd 'Radio 2 Zomerhit 2011' en werd ook gecoverd door Anna Rossinelli uit Zwitserland. Eerder bracht ze Dancing on my own uit, een cover van Robyn, voor deze single kreeg ze een gouden plaat. Begin oktober kwam Callebaut haar derde single Flamingo uit, wat de voorloper was van haar gelijknamige album dat 31 oktober 2011 werd uitgebracht. De vierde single van haar album Break Out werd niet veel later uitgebracht. Het nummer zou ook dienen voor de campagne van het Rode Kruis en kreeg daarvoor een Nederlandstalige tekst aangemeten.
Kato schreef vaak eigen nummers, Flamingo schreef ze zelf en kreeg hierbij de hulp van Jeroen Swinnen en Ashley Hicklin. Kato schreef ook samen met onder andere Tom Helsen, Sioen, Koen Buyse, Kit Hain ... Voor de schrijfsessie met Kit Hain trok ze enkele dagen naar de Verenigde Staten.
Op 10 maart 2012 ontving ze een gouden plaat voor de verkoop van meer dan 10.000 exemplaren van haar debuutalbum Flamingo tijdens het programma Vrienden Van de Veire op Eén, uit handen van minister Ingrid Lieten.
Als vierde en laatste single uit haar debuutalbum Flamingo werd Suits You Well uitgebracht op 27 april 2012.
Op 16 november 2012 kwam Morning Light uit, de voorloper van Kato's tweede album. Op 15 februari 2013 bracht ze de single Justify uit en een week later op 22 februari haar tweede album Warrior.
In september 2013 werd bekend dat Kato voor onbepaalde tijd stopte met muziek. Ze was zowel mentaal als fysiek (rugklachten) aan rust toe. Haar website werd ook stopgezet. In maart 2015 bracht ze terug een single uit in eigen beheer: Love has been so good to me, evenwel zonder veel succes.
In 2018 zagen The Starlings het daglicht: een duo dat ze samen met haar partner Tom Dice vormt.
Onder die naam namen ze ook deel aan het nieuwe seizoen van het VTM-programma Liefde voor Muziek. In 2023 zijn ze kandidaat in Eurosong, de Vlaamse preselectie voor het Eurovisiesongfestival 2023.

## Discografie

### Albums
| Album met hitnotering(en) in de Vlaamse Ultratop 200 albums | Datum van verschijnen | Datum van binnenkomst | Hoogste positie | Aantal weken | Opmerkingen     |
| ----------------------------------------------------------- | --------------------- | --------------------- | --------------- | ------------ | --------------- |
| Flamingo                                                    | 31-10-2011            | 05-11-2011            | 5               | 21           | als Kato / Goud |
| Warrior                                                     | 22-02-2013            | 02-03-2013            | 22              | 9            | als Kato        |

### Singles
| Single met hitnotering(en) in de Vlaamse Ultratop 50 | Datum van verschijnen | Datum van binnenkomst | Hoogste positie | Aantal weken | Opmerkingen                                    |
| ---------------------------------------------------- | --------------------- | --------------------- | --------------- | ------------ | ---------------------------------------------- |
| More to me                                           | 21-03-2011            | 02-04-2011            | 1(5wk)          | 12           | Als onderdeel van Idool 2011 Finalisten / Goud |
| Dancing on my own                                    | 23-05-2011            | 21-05-2011            | 2               | 12           | als Kato / Nr. 3 in de Radio 2 Top 30 / Goud   |
| The joker                                            | 27-06-2011            | 02-07-2011            | 3               | 11           | als Kato / Nr. 1 in de Radio 2 Top 30          |
| Flamingo                                             | 03-10-2011            | 15-10-2011            | 12              | 15           | als Kato / Nr. 5 in de Radio 2 Top 30          |
| Break out                                            | 09-01-2012            | 21-01-2012            | tip10           | -            | als Kato / Nr. 13 in de Radio 2 Top 30         |
| Suits you well                                       | 07-05-2012            | 19-05-2012            | tip21           | -            | als Kato / Nr. 4 in de Radio 2 Top 30          |
| Morning Light                                        | 16-11-2012            | 24-11-2012            | tip13           | -            | als Kato / Nr. 17 in de Radio 2 Top 30         |
| Justify                                              | 15-02-2013            | 02-03-2013            | tip36           | -            | als Kato                                       |
| Sugar rush                                           | 2013                  | 27-04-2013            | tip23           | -            | als Kato                                       |
| Breaking up slowly                                   | 2013                  | 27-10-2013            | tip38           | -            | met Tom Dice                                   |
| Summer love                                          | 2014                  | 25-10-2014            | tip61           | -            | met David Latour                               |

## Prijzen

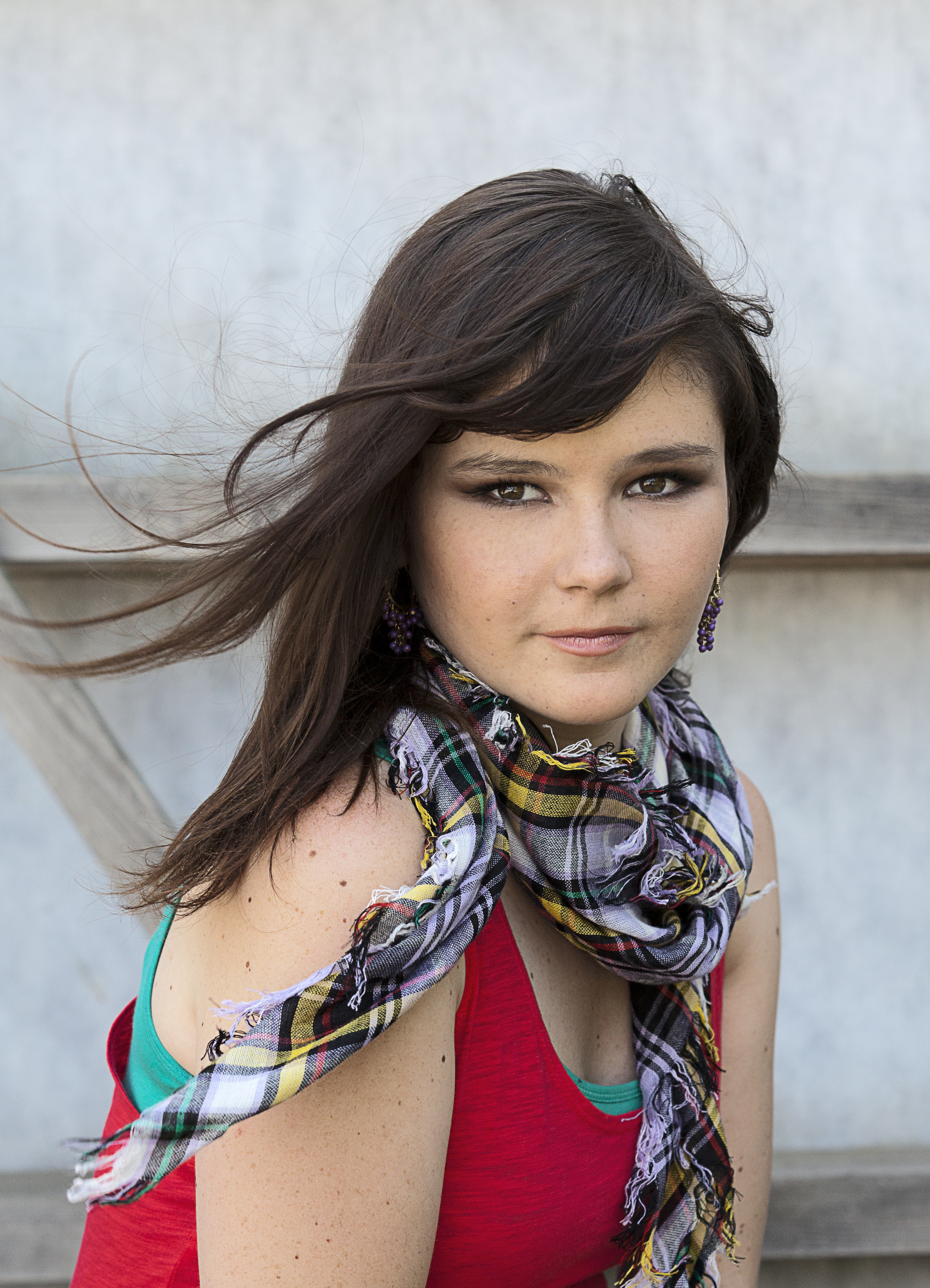

### 2011
- More to me van de Idool 2011 finalisten behaalt goud
- Radio 2 Zomerhit 2011 voor The joker
- Dancing on my own behaalt goud

### 2012
- Leukste nieuwkomer bij de Story Awards
- Anne Muziek Award voor doorbraak / Revelatie 2011
- Anne Muziek Award voor song van het jaar (Flamingo)
- Gouden plaat voor haar debuutalbum Flamingo
- Jimmie voor Beste nieuwkomer nationaal

### 2013
- Wimmie Award voor beste single Morning Light
- Wimmie Award voor beste album Warrior

- MusicBrainz: 953f8afd-d28e-4a90-9c5d-e651b29c6c49
- Virtual International Authority File: 4142154260867524480006